# Гапалопилус красноватый
Гапалопи́лус краснова́тый, или гапалопилус пря́чущийся (лат. Hapalopílus nídulans), — вид грибов-базидиомицетов, входящий в род Гапалопилус семейства Полипоровые (Polyporaceae). Типовой вид рода.
Широко распространённый в умеренной зоне Северного полушария вид, встречающийся в основном на древесине лиственных пород. Единственный известный вид трутовиков, ядовитый для человека.

## Описание
Плодовые тела однолетние, в виде сидячей боковой шляпки почковидной формы, выпуклые, в сечении до треугольных, молодые — мягкие и водянистые, при высыхании лёгкие, часто хрупкие. Могут достигать 10 см в наибольшем измерении, в основании до 4 см толщиной. Окраска верхней поверхности светло-коричневая или охристая, она покрыта мелким опушением, затем голая, иногда с концентрическими зонами, из которых ближние к основанию шляпки более гладкие.
Гименофор трубчатый, у крупных грибов нередко растрескивается. Поры от охристых до коричневых, при прикосновении обычно темнеют, как правило, угловатые, по 2—4 на миллиметр, трубочки до 10 мм длиной.
Мякоть бледно-коричневого цвета, ближе к краю — светлее, мягкая, волокнистая, при высыхании хрупкая.
Гифальная система мономитическая, гифы с пряжками, бесцветные, с розоватыми или коричневатыми инкрустациями. Цистиды отсутствуют. Базидии четырёхспоровые, булавовидные, 18—22×4—5 мкм. Споры бесцветные, не амилоидные, от эллиптических до цилиндрических, 3,5—5×2—3 мкм.
При контакте с раствором щёлочи все части плодового тела характерно окрашиваются в ярко-фиолетовый цвет.

## Токсичность
В 1989 году в ГДР были впервые описаны случаи отравления гапалопилусом. Впоследствии неоднократно публиковались сообщения об отравлениях грибом, ошибочно определённом как печёночница обыкновенная.
Предположительно, токсичность гриба обусловлена высоким содержанием полипоровой кислоты (выделена из гриба в 1926 году), основного красноватого пигмента. В опытах на крысах было установлено нейротоксическое, гепатотоксическое и нефротоксическое действие полипоровой кислоты. Полипоровая кислота — ингибитор дигидрооротат-дегидрогеназы, участвующей в процессе синтеза пиримидина.

## Экология и ареал
Сапротроф древесины широколиственных деревьев (берёза, дуб, тополь, ива, липа, граб, бук, ясень, лещина, клён, конский каштан, робиния, слива, яблоня, рябина, бузина), очень редок на хвойной древесине (пихта, ель, сосна). В Северной Европе — наиболее часто на лещине и рябине, в Центральной Европе — на дубе. Вызывает белую гниль.
Широко распространён в умеренной зоне Северного полушария (Евразия, Северной Америка, Северная Африка), наиболее северная часть ареала — в Порсангере.

## Синонимы
- Boletus rutilans Pers., 1798 : Fr., 1821
- Hapalopilus rutilans (Pers.) Murrill, 1904
- Polyporus nidulans Fr., 1821basionym
- Polyporus pallidocervinus Schwein., 1832
- Polyporus rutilans (Pers.) Fr., 1821
- Polystictus pallidocervinus (Schwein.) Lloyd, 1921

и другие.